# 開山町
開山町為台灣日治時期台南州台南市之行政區，共分一～三丁目。包括清代舊街名清水寺、馬公廟、油行尾、大埔。

## 名稱
1916年（大正5年）規劃町名改正時，原擬名「開山町」，臺南廳審查後並未更改，以此名呈報總督府，同年11月3日公告、1919年（大正8年）4月1日正式實施。
町名因開山神社所在地得名。

## 町內設施
- 六合境清水寺（一丁目）
- 開山神社（三丁目，延平郡王祠）
- 夫人媽廟（臨水夫人媽廟）
- 台南師範學校第一附屬國民學校（三丁目，現台南大學附設實驗國民小學）